# Trenton (Missouri)
Trenton – miasto w Stanach Zjednoczonych, w stanie Missouri, siedziba administracyjna hrabstwa Grundy.